# Каммингс, Флойд
Флойд «Джамбо» Каммингс (англ. Floyd Cummings; род. 20 декабря 1949, Рулвилл, Миссисипи) — американский боксёр-профессионал, выступавший в тяжёлой весовой категории, прославился конкурентными боями со звёздами бокса. Наиболее известен как последний противник бывшего абсолютного чемпиона мира Джо Фрейзера, который после боя с Каммингсом ушёл из бокса. Помимо спортивной деятельности, Флойд Каммингс также получил печальную известность в связи с криминальной карьерой, в результате которой в общей сложности он провёл более 38 лет в заключении.

## Биография
О ранней жизни Флойда Каммингса известно мало. Известно, что Флойд родился 20 декабря 1949 года в городе Рулвилл, штат Миссисипи. Вырос в социально неблагополучной обстановке, из-за чего в подростковые годы бросил школу и начал вести криминальный образ жизни. До 1967 года он несколько раз привлекался к уголовной ответственности и некоторое время провёл в учреждениях для несовершеннолетних преступников. В начале 1967 года Каммингс переехал в Чикаго, где вскоре, находясь на территории округа Кук, совершил вооружённое ограбление, в ходе которого застрелил продавца. Флойд получил в качестве наказания 75 лет лишения свободы с правом подачи ходатайства на условно-досрочное освобождение. Каммингс отбывал наказание в тюрьме «Stateville Correctional Center», где начал заниматься боксом. В течение последующих лет он добился выдающихся результатов на любительском уровне и стал чемпионом тюремного учреждения в тяжёлой весовой категории. Во время заключения Каммингс заслужил репутацию образцового заключённого, он не имел дисциплинарных взысканий за нарушение режима, благодаря чему был условно-досрочно освобождён 15 мая 1979 года. Вскоре он принял решение заняться подготовкой к профессиональной карьере.

## Профессиональная карьера
Первый профессиональный бой Флойд Каммингс провёл 18 июня 1979 года на территории Чикаго. Его первым противником стал начинающий боксёр Дэйв Уоткинс, которого Флойд нокаутировал в 1-м раунде, одержав тем самым первую победу в карьере нокаутом. В июле он провёл ещё два боя против начинающих боксёров, которых нокаутировал. После этого вышел на ринг в ноябре 1979 года против Корнелла Вирсе, в послужном списке которого было 7 боёв и 6 побед. В 4-раундовом бою Вирсе получил травму и победа техническим нокаутом была присуждена Каммингсу. Корнелл Вирсе после этого боя ушёл из бокса. Следующие 7 боёв Флойд также провёл против малопримечательных и начинающих боксёров и во всех одержал победы нокаутом. В сентябре 1980 года Флойд вышел на ринг против крепкого джорнимена Джонни Уорра, имевшего в своём активе 20 боёв и 15 поражений. Это был первый 10-раундовый бой для Каммингса и первый серьёзный противник в его карьере. Джонни Уорр, несмотря на внушительное количество поражений в своём послужном списке, отличался незаурядной выносливостью. Кроме этого в своём активе Уорр имел бои против восходящих звёзд бокса Рейнальдо Снайпса и Тревора Бербика, которым он достойно проиграл по очкам. В бою с Джонни Уорром Флойд Каммингс выглядел неубедительно. По окончании 10 раундов победа раздельным решением судей была присуждена Флойду.
После этого боя Каммингс встретился с малопримечательным Джорджем Мостардини, который имел в активе 22 боя и 20 побед. В бою с Каммингсом Мостардини ничего не смог ему противопоставить и был нокаутирован в 8-м раунде. После этого боя Флойд одержал ещё одну победу над опытным Элом Джонсом, который проводил свой 40-й бой в карьере, и в марте 1981 года встретился с небитым на тот момент Рейнальдо Снайпсом. Оба боксёра пребывали в отличной физической форме, но Снайпс выглядел лучше. По ходу поединка Каммингс не смог приблизиться к оппоненту на расстояние силового удара, из-за чего несколько раз укусил Снайпса и ударил ниже пояса, за что был оштрафован. В 9-м раунде Снайпс повредил кисть правой руки. Каммингс в конце боя провёл спуртовую атаку, но было поздно. По итогам 10 раундов победа единогласным решением с преимуществом в несколько раундов была присуждена Снайпсу.
Одержав после этого победу над малопримечательным Бобби Джорданом, Каммингс получил предложение о проведении боя с экс-чемпионом мира в тяжёлом весе Джо Фрейзером, который решил вернуться на ринг после пятилетнего перерыва. Бой состоялся в декабре 1981 года. Фрейзер находился в плохой физической форме. Он был медлителен, его предсказуемая манера нанесения ударов часто оставляла его открытым для встречных ударов Флойда. В начале боя доминировал Фрейзер, но к концу боя он начал сильно уставать, и последние раунды прошли при небольшом преимуществе Каммингса. По итогам 10-ти раундов судьи дали спорную ничью. Часть экспертов посчитала, что Каммингс победил. Большинство экспертов подвергли критике физическое состояние Фрейзера, его стиль боксирования и технику защиты. После этого боя Фрейзер ушёл из бокса окончательно.
После боя с Фрейзером Каммингс достаточно высоко поднялся в рейтингах и следующие пять боёв провёл против сильных соперников в надежде стать претендентом на титульный бой. В мае 1982 года он вышел на ринг против Джеффа Симса. Каммингс выбрал неверную тактику боя, вступив в ближний бой с противником, обладающим мощным ударом. Пропустив несколько сильных кроссов, в конце боя Каммингс ушёл в глухую оборону и был нокаутирован в 8-м раунде. Флойд впервые проиграл нокаутом. В августе 1982 года он отправился в Кливленд, где вышел на ринг против Ларри Фрейзера. На этот раз Каммингс выглядел лучше, но для победы этого не хватило. С преимуществом в 1 раунд победа единогласным решением судей была присуждена Фрейзеру. В феврале 1983 года Флойд Каммингс встретился с непобеждённым Митчем Грином. По ходу боя доминировал Грин. Бой прошёл на дальней дистанции с обилием клинчей. По окончании 10 раундов победителем был объявлен Митч Грин. Следующим соперником Каммингса стал будущий чемпион Тим Уизерспун, который был на пике своей формы. Каммингс ничего не смог противопоставить более техничному оппоненту. Он прошёл всю дистанцию боя, но проиграл по очкам с разгромным счётом. В октябре 1983 года Флойд отправился в Великобританию, где вышел на ринг против перспективного и непобеждённого британского тяжеловеса Фрэнка Бруно. Бруно нокаутировал Флойда в 7-м раунде, после чего последний ушёл из бокса.

## После бокса
После завершения карьеры Каммингс испытывал материальные трудности, из-за чего снова начал вести криминальный образ жизни. В 1984 году он был осуждён на территории штата Мичиган за совершение вооружённого ограбления и получил 12 лет лишения свободы. После освобождения, в 1996 году, Флойд Каммингс вернулся в Чикаго, где вёл бродяжнический образ жизни, зарабатывая на жизнь низкоквалифицированным трудом и совершая кражи. В 2000 году он был арестован по обвинению в ограблении магазина. Он был признан виновным, и на основании «Закона трёх ошибок» в 2002 году был приговорён к пожизненному лишению свободы. В августе 2016 года он был условно-досрочно освобождён.